# Serinhisar
Serinhisar là một huyện thuộc tỉnh Denizli, Thổ Nhĩ Kỳ. Huyện có diện tích 226 km² và dân số thời điểm năm 2007 là 15371 người, mật độ 68 người/km².